# Square du Temple – Elie Wiesel
Der Square du Temple – Elie Wiesel ist eine Gartenanlage im 3. Arrondissement von Paris.

## Lage und Namensursprung
Der Square du Temple – Elie Wiesel liegt an der nördlichen Grenze des Marais und ist von der Rue de Bretagne im Süden, der Rue Eugène Spuller im Osten, der Rue Perrée im Norden und der Rue du Temple im Westen umgeben. Im Osten lagen einst die Bäder, die später zum Rathaus des 3. Arrondissement auf der anderen Seite der Rue Eugène Spuller wurden.
Wie das Nachbargebäude des Carreau du Temple nimmt der Platz einen Teil der ehemaligen Templeranlage ein und bedeckt teilweise den ehemaligen Standort des Tour du Temple

## Geschichte

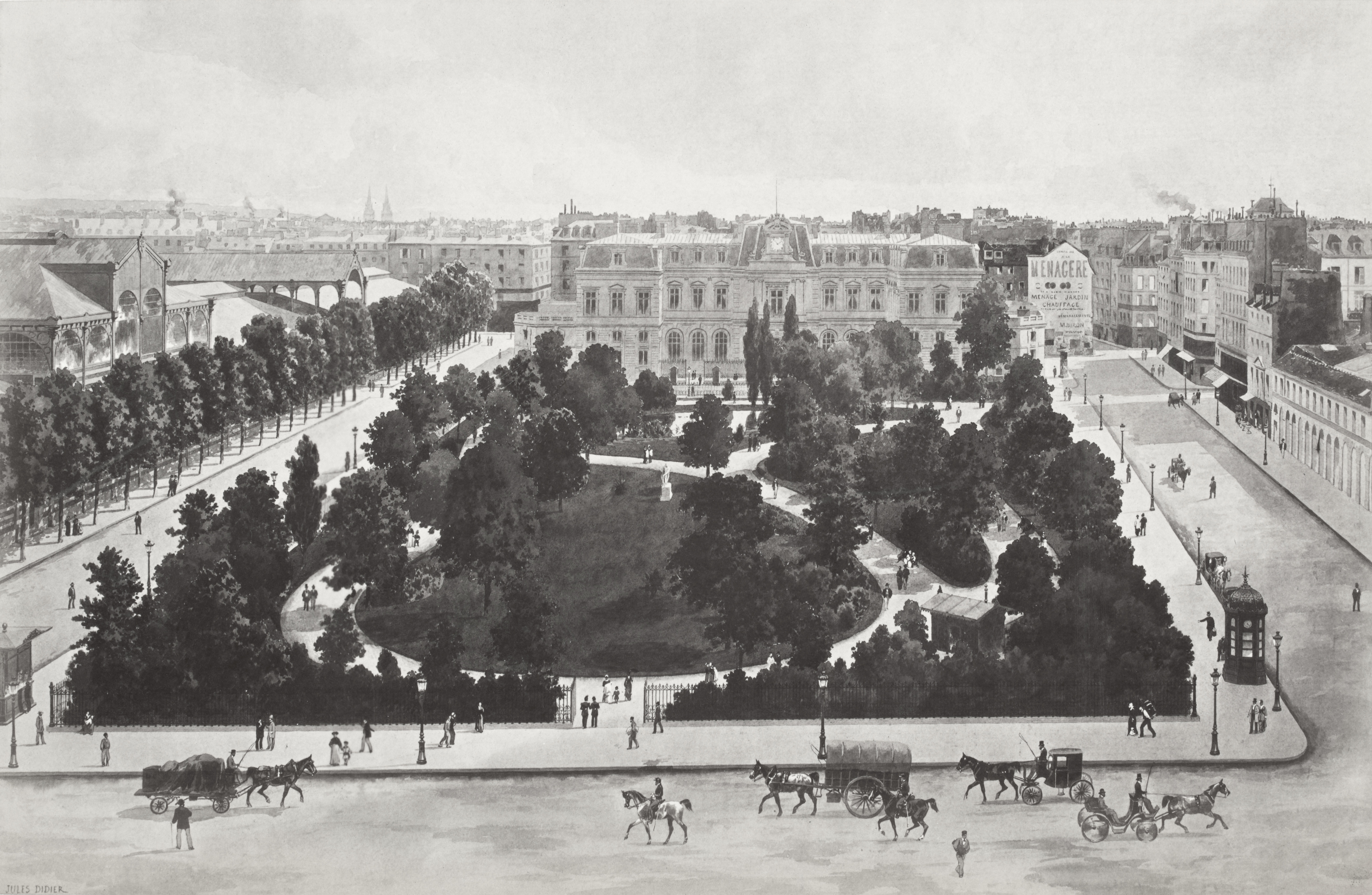
Foto von Charles Marville (um 1853–1870)

Im 13. Jahrhundert beherbergte das Haus der Tempelritter, eine gefürchtete finanzielle und politische Macht, die 1312 während des Wiener Konzils aufgelöst wurde. Das Haus wurde dann vom Johanniterorden übernommen.
Es ist in der Französischen Revolution als Nationalgut übernommen worden. Als Gefängnis war das Gebäude dann die letzte Bleibe von Ludwig XVI. und dem Dauphin Ludwig XVII. Danach diente es als Kloster und später als Kaserne, bevor es 1808 abgerissen wurde.
Der von Jean-Charles Alphand während der Umgestaltung von Paris durch Georges-Eugène Haussmann angelegte Platz wurde am Mittwoch, dem 11. November 1857, der Öffentlichkeit zugänglich gemacht. Seine Gesamtfläche beträgt 7700 m².

## Besonderheiten
In dem Garten befinden sich folgende Einrichtungen: ein Musikpavillon aus dem Jahr 1900, ein Spielplatz für Kinder, Rasenflächen, von denen die größte vom 15. April bis 15. Oktober für die Öffentlichkeit zugänglich ist, Springbrunnen und ein Wasserspiel mit einem künstlichen Wasserfall auf Felsen aus Wald von Fontainebleau. Der Zaun um den Park wurde vom Architekten Gabriel Davioud entworfen.

Eingänge
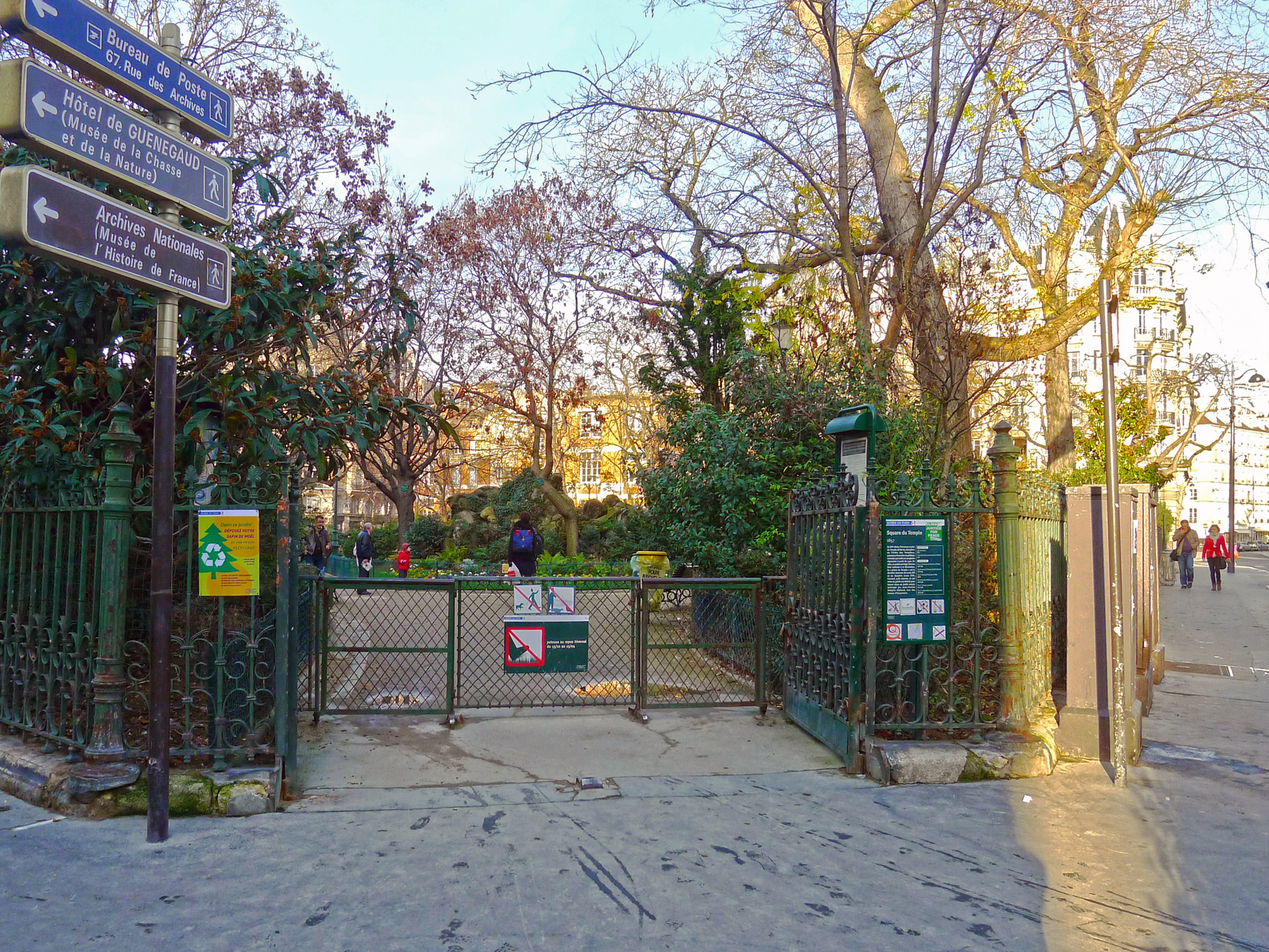
Eingang Rue de Bretagne
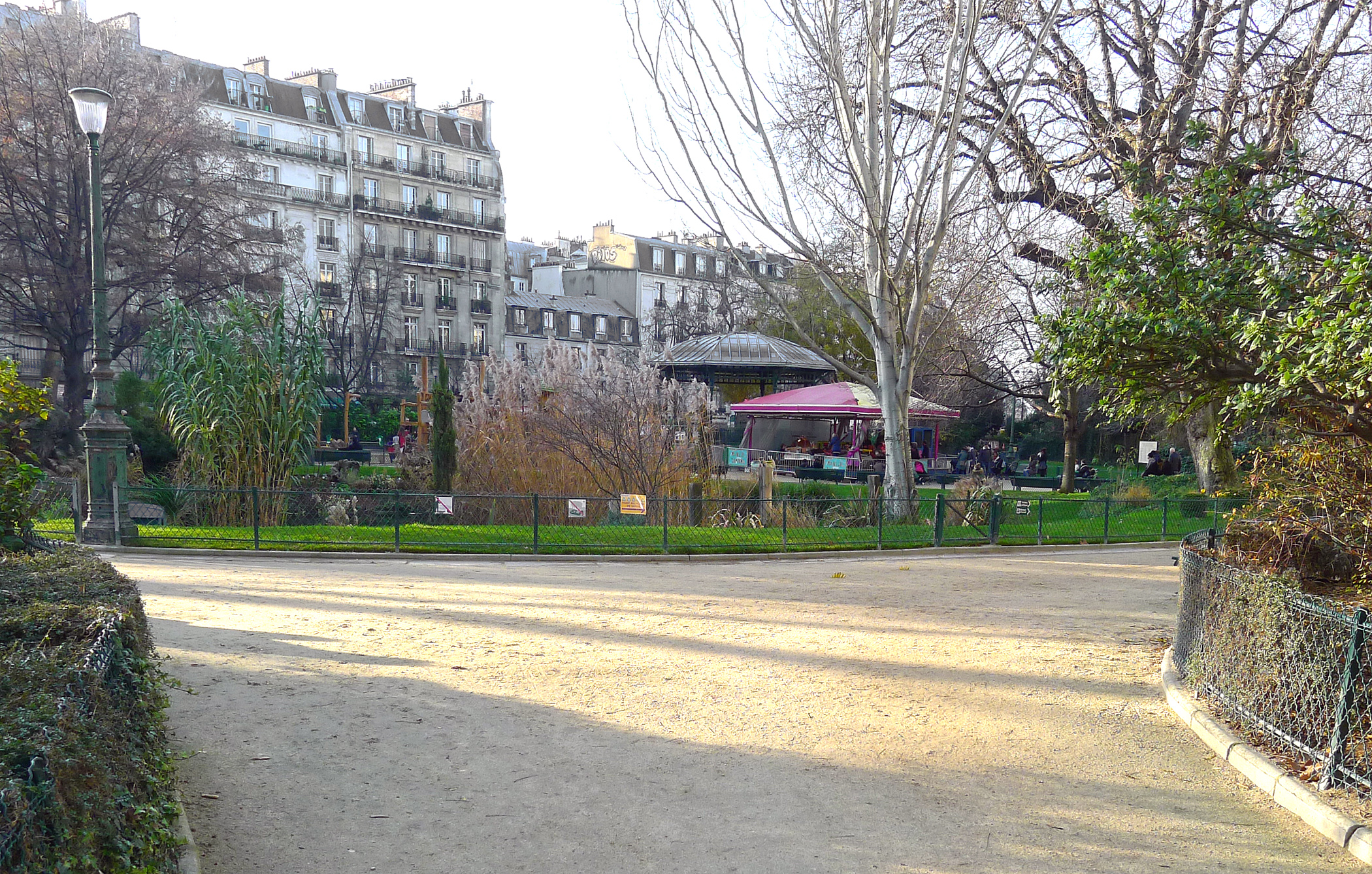
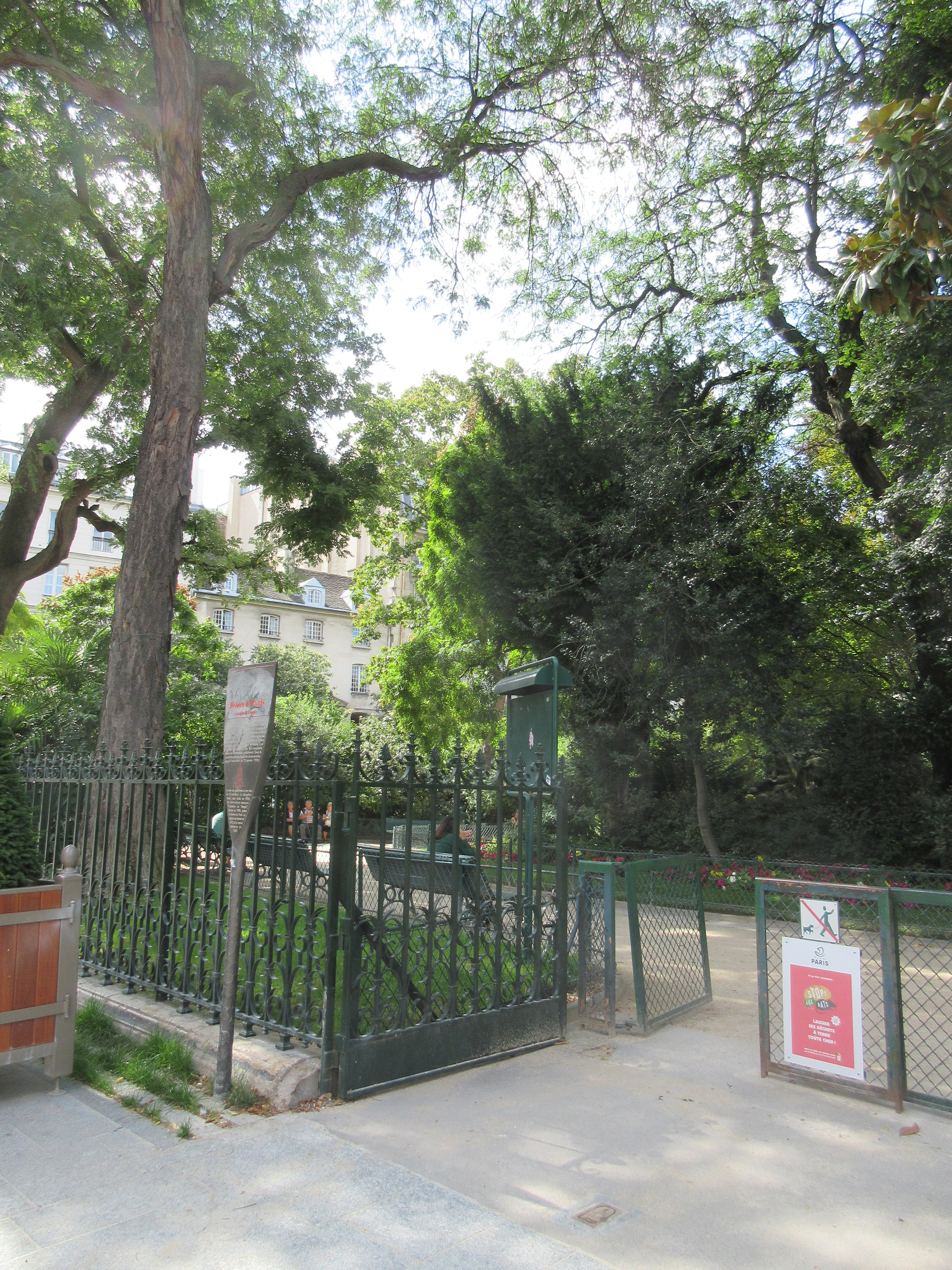
Rue Eugène Spuller
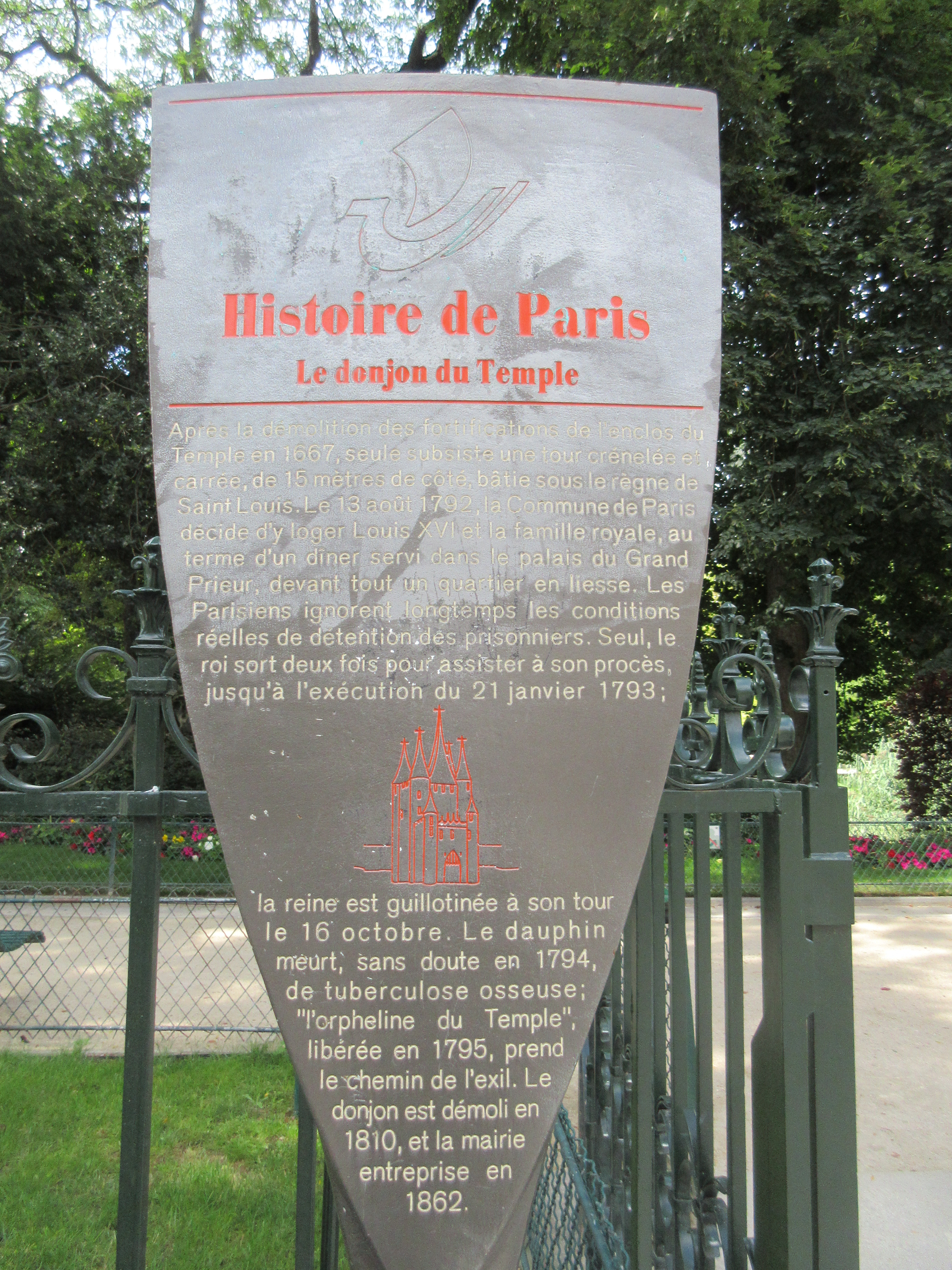
Erklärungstafel «Le donjon du Temple»

### Botanik
Auf dem Platz stehen 71 Bäume und 191 verschiedene Pflanzen meist exotischen Ursprungs, wie eine Baum-Hasel, ein Ginkgo, eine Japanische Sophora, eine Amerikanische Gleditschie, eine Kaukasische Flügelnuss, eine Blasenesche, eine Chinesische Quitte und eine Amerikanische Zeder. 2007 erhielt der Garten die Auszeichnung «Espace vert écologique» von der Ecocert.

### Statuen
Im Park stehen zwei Statuen. Eine stellt den Chansonnier Béranger dar, der in der Straße wohnte, die heute seinen Namen trägt (Rue Béranger). Die andere besteht aus einer Büste auf einem Sockel, auf dem „À B. Wilhelm fondateur 1781–1842 L’Orphéon français“ über einem Medaillenporträt und dem Text „À Eugène Delaporte propagateur 1818-1886“.

### Anlass zum Namenszusatz

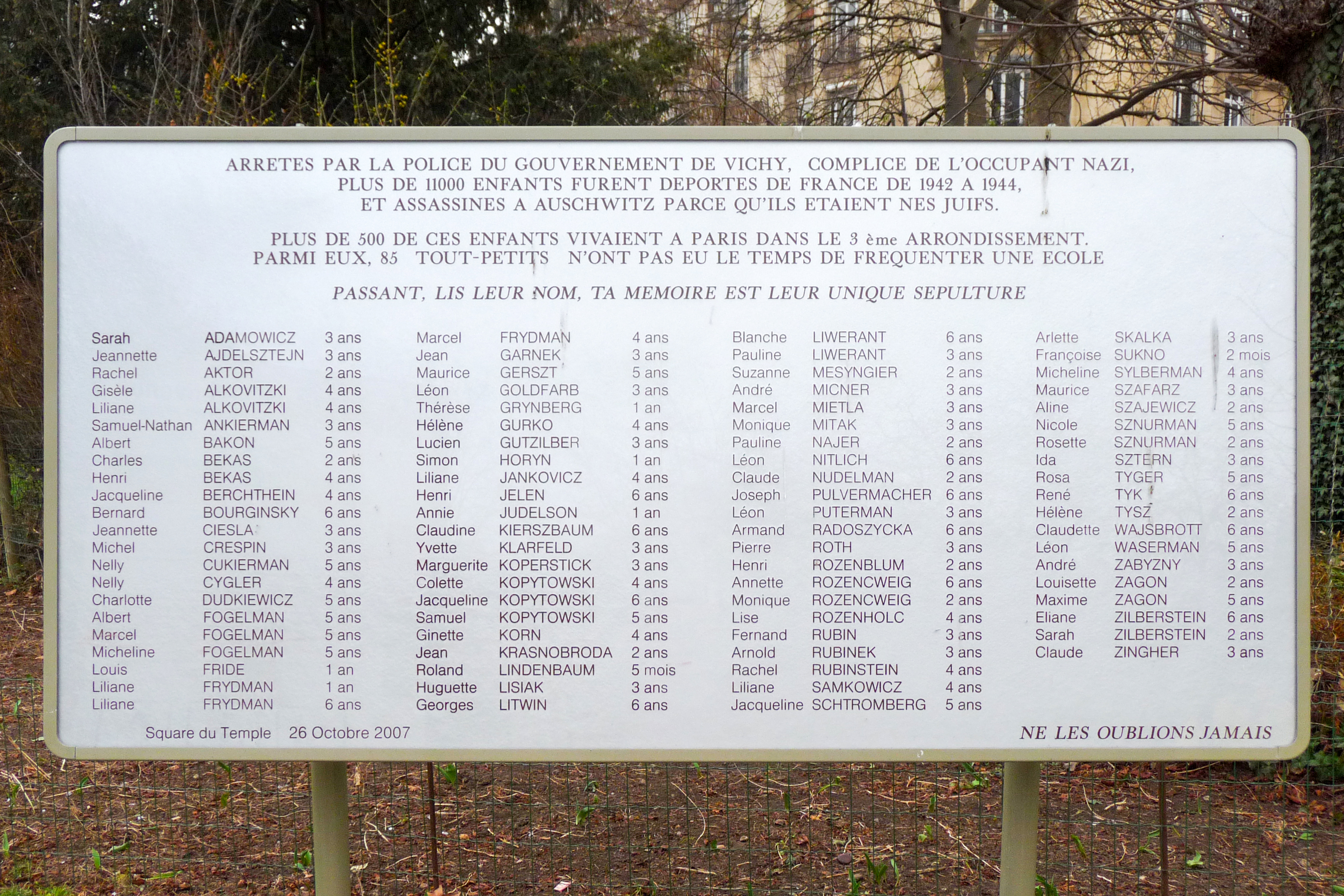
Erinnerungstafel an die jüdischen Vorschulkinder, die im Zweiten Weltkrieg deportiert wurden.

Am 26. Oktober 2007 wurde auf dem Rasen des Square du Temple eine Stele eingeweiht. Die Inschrift enthält Vornamen, Namen und Alter  von 85 «tout-petits qui n'ont pas eu le temps de fréquenter une école», jüdische Kinder im Alter von 2 Monaten bis 6 Jahren, die im 3. Arrondissement wohnten und in den Jahren 1942/44 nach Auschwitz deportiert und ermordet wurden.
Die Einweihungsfeier für die Stele fand am Ende der seit dem Jahr 2000 geleisteten Arbeit des Vereins Histoire et mémoire du IIIe. Die Gedenktafel listet für alle Schulen im Arrondissement die Namen der deportierten Kinder – 559 von 11.400 aus Frankreich deportierten jüdischen Kindern – auf. Diese Listen wurden durch das Durchforschen der Register der Schulen und Gymnasien, der Personenstandsregister des Rathauses und des Denkmals für die Deportation der Juden aus Frankreich von Serge Klarsfeld erstellt.
Im Jahr 2016 schlug der Bürgermeister des 3. Arrondissements, Pierre Aidenbaum, vor, den Namen in „Squari Elie Wiesel“ zu ändern, um Eliezer Wiesel, bekannt als Elie Wiesel, einem zeitgenössischen amerikanischen Schriftsteller, Philosophen und Universitätsprofessor (1928–2016), zu ehren. Nach einer polemischen Diskussion erhielt der Platz am 29. Juni 2017 den heutigen Namen.